# Сандро Сілва
Сандро Лауріндо да Сілва (порт. Sandro Laurindo da Silva, нар. 29 квітня 1984, Ріо-де-Жанейро) — бразильський футболіст, що грав на позиції півзахисника за низку бразильських клубних команд та іспанську «Малагу».

## Ігрова кар'єра
У дорослому футболі дебютував 2004 року виступами за команду «Америка» (Ріо-де-Жанейро), в якій того року взяв участь у -1 матчі чемпіонату. 
Протягом другої половини 2000-х захищав кольори команд «Сеара», «Португеза Деспортос», «Іпатінга», «Клуб Ремо», «Мірасол», «Палмейрас» та «Ботафогу». З «Палмейросом» 2008 року вигравав Лігу Пауліста, а за два роки як гравець «Ботафогу» ставав переможцем Ліги Каріока.
Влітку 2010 року за 2,2 мільйони євро перейшов до «Малаги». Утім вже за рік повернувся на батьківщину, на правах оренди приєднавшись до «Інтернасьйонала», ще за рік на аналогічних умовах приєднався до «Крузейру».
2013 року уклав повноцінний контракт з «Васко да Гама». У другій половині 2010-х змінив декілька бразильських команд, останньою з яких у 2018–2019 роках була «Америка» (Ріо-де-Жанейро).

## Титули і досягнення
- Переможець Ліги Пауліста (1):

«Палмейрас»: 2008
- Переможець Ліги Каріока (1):

«Ботафогу»: 2010
- Переможець Ліги Гаушу (2):

«Інтернасьйонал»: 2011, 2012
- Переможець Рекопи Південної Америки (1):

«Інтернасьйонал»: 2011